# Jacob Broom (Politiker, 1808)

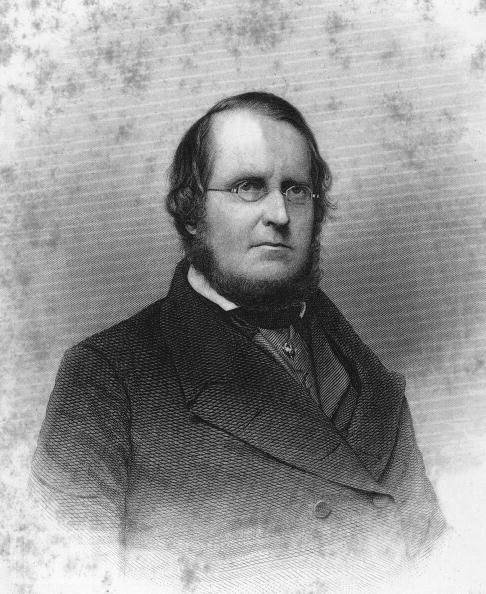
Jacob Broom

Jacob Broom (* 25. Juli 1808 in Baltimore, Maryland; † 28. November 1864 in Washington, D.C.) war ein US-amerikanischer Politiker. Zwischen 1855 und 1857 vertrat er den Bundesstaat Pennsylvania im US-Repräsentantenhaus.

## Werdegang
Jacob Broom war der Sohn des Kongressabgeordneten James M. Broom (1776–1850) aus Delaware. Sein gleichnamiger Großvater Jacob Broom (1752–1810) gehörte zu den Unterzeichnern der Verfassung der Vereinigten Staaten. Der jüngere Jacob Broom genoss eine gute Schulausbildung. Im Jahr 1819 kam er mit seinen Eltern nach Philadelphia. Nach einem  Jurastudium und seiner 1832 erfolgten Zulassung als Rechtsanwalt begann er in Philadelphia in diesem Beruf zu arbeiten. Im Jahr 1840 war er als Deputy Auditor für die Staatsregierung von Pennsylvania tätig; von 1848 bis 1852 fungierte er als Gerichtsdiener (Clerk) am Vormundschaftsgericht für Waisenkinder in Philadelphia. Politisch schloss er sich der American Party an. Im Jahr 1852 wurde er nach dem Tod von Daniel Webster wenige Tage vor der Präsidentschaftswahl als deren Kandidat für das höchste Staatsamt nachnominiert, blieb aber mit 2566 Stimmen, was einem Anteil von 0,08 Prozent entsprach, völlig chancenlos.
Bei den Kongresswahlen des Jahres 1854 wurde Broom im vierten Wahlbezirk von Pennsylvania in das US-Repräsentantenhaus in Washington gewählt, wo er am 4. März 1855 die Nachfolge des Demokraten William Henry Witte antrat. Da er im Jahr 1856 nicht bestätigt wurde, konnte er bis zum 3. März 1857 nur eine Legislaturperiode im Kongress absolvieren. Diese war von den Ereignissen im Vorfeld des Bürgerkrieges geprägt. Während seiner Zeit als Kongressabgeordneter war Broom Vorsitzender des Ausschusses für Pensionsansprüche aus der amerikanischen Revolutionszeit.
Nach dem Ende seiner Zeit im US-Repräsentantenhaus praktizierte Jacob Broom als Anwalt in Washington. Im Jahr 1858 bewarb er sich erfolglos um die Rückkehr in den Kongress. Er starb am 28. November 1864 in der Bundeshauptstadt Washington und wurde auf dem dortigen Kongressfriedhof beigesetzt.